# Jethro Tull (landbouwwetenschapper)

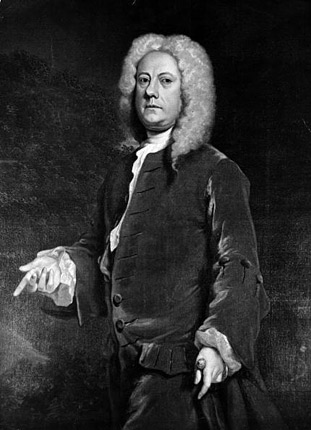
Jethro Tull

Jethro Tull (Basildon, (gedoopt) 30 maart 1674 – Hungerford, 21 februari 1741) was een Engels landbouwwetenschapper in de periode direct voorafgaand aan de Industriële revolutie. Hij wordt gezien als een van de eersten die de landbouw wetenschappelijk en empirisch benaderde.

## Biografie
Boerenzoon Jethro Tull werd geboren in Basildon in het voormalige graafschap Berkshire, iets ten westen van Londen. Hij was de zoon van Jethro Tull senior en zijn vrouw Dorothy Buckridge. In Oxford studeerde hij rechten en was voorbestemd voor een carrière in de advocatuur of de politiek. Vanwege zijn gezondheid in combinatie met geldelijke problemen kwam daar niets van terecht. Op zoek naar een genezing voor zijn ziekte maakte hij een rondreis door Europa. Onder invloed van de Verlichting raakte hij geïnspireerd door de wetenschappelijke ideeën die hij in Frankrijk en Italië tegenkwam.
Na zijn terugkeer in Engeland huwde hij in 1699 de uit Burton Dassett afkomstige Susannah Smith. Voor zijn onderhoud koos hij ervoor om te werken op de boerderij van ouders, die intussen verhuisd waren naar het landgoed Howbery te Wallingford, graafschap Oxfordshire. Dankzij een erfenis van een verre oom kon het gezin Tull een eigen boerderij beginnen in Hungerford, de Prosporous Farm. Omdat zijn gezondheid opnieuw verslechterde ondernam hij – om te kuren – een nieuwe rondreis door Zuid-Europa, waar hij veel nieuwe inzichten in de landbouw opdeed.

## Uitvindingen

### Zaaimachine
Tull deed diverse uitvindingen, waarvan de zaaimachine (1701) als de belangrijkste wordt gezien. Hij stoorde zich aan de verspilling die het handmatig zaaien teweegbracht. Tot dan toe bestond het zaaien uit niet meer dan uitstrooien van het zaad, waarbij het kiemde (of niet) waar het toevallig neerkwam. Met de zaaimachine werd in drie parallelle banen telkens een gat gemaakt waarin een zaadje werd gedeponeerd, waarna het gat weer werd dichtgemaakt. Het resultaat was dat meer zaad tot ontkieming kwam, waardoor oogsten – tot wel acht keer – groter werden.

### Ploeg
Tevens ontwierp hij verbeteringen aan de ploeg.

## Andere ideeën
Tull propageerde het gebruik van paarden in plaats van ossen, en vond een schoffel uit die door een paard kon worden getrokken waarmee onkruid kon worden gewied. Tull was van mening dat gebruik van mest niet nodig was, als het land op een goede manier en met de goede hulpmiddelen werd bewerkt. De planten zouden slechts gebruik moeten maken van de voedingsstoffen in de bodem.
Veel van zijn ideeën waren in zijn tijd omstreden, maar nu wordt Jethro Tull gezien als een van de grondleggers van de moderne landbouwwetenschap. Zelf profiteerde hij nauwelijks van zijn denkwerk en geknutsel.
Tull publiceerde zijn beroemde The New Horse-Houghing [Horse-Hoeing] Husbandry, rond 1733 met de ondertitel "an Essay on the Principles of Tillage and Nutrition". In dit boek beschreef hij zijn uitvinding die de basis vormde van latere door anderen gemaakte zaaimachines.
Hij overleed thuis op zijn boerderij in Hungerford, graafschap Berkshire en ligt begraven op het kerkhof van St Bartholomew's Church, Lower Basildon, Berkshire.

## Trivia
- De progressieve rockband Jethro Tull uit het Engelse Blackpool vernoemde zich naar de landbouwwetenschapper Jethro Tull.

- Bibsys: 5031713
- Biblioteca Nacional de España: XX1760110
- Bibliothèque nationale de France: cb10257542j (data)
- CiNii: DA06703513
- Digitale Bibliotheek voor de Nederlandse Letteren: tull007
- Gemeinsame Normdatei: 101673272
- International Standard Name Identifier: 0000 0001 0903 4520
- Library of Congress Control Number: n87896983
- Nationale Bibliotheek van Tsjechië: ola2012718583
- Nationale bibliotheek van Australië: 35916502
- Nationale Bibliotheek van Israël: 987007272837205171
- Nationale Bibliotheek van Polen: a0000002806776
- Nederlandse Thesaurus van Auteursnamen: 085552208
- Réseau des bibliothèques de Suisse occidentale: 02-A022589148
- Istituto Centrale per il Catalogo Unico: UBOV566600
- SNAC: w6jx0gv3
- Système universitaire de documentation: 094507171
- Trove: 1144643
- Virtual International Authority File: 56598421
- WorldCat: E39PBJrmdQmXCryk7mr7Pmj9jC